# Boardwalk Empire
Boardwalk Empire is een Amerikaanse dramaserie waarvan de eerste aflevering op 19 september 2010 werd uitgezonden in de Verenigde Staten door HBO.
Terence Winter, Stephen Levinson, Martin Scorsese, Timothy Van Patten en Mark Wahlberg zijn de uitvoerende producenten van de serie. Zowel Van Patten als Winter schreven en regisseerden meerdere afleveringen voor The Sopranos. Martin Scorsese was te zien in een kleine cameo in die serie en z'n dochter Cathy was set dresser voor The Sopranos. Hoofdrolspeler Steve Buscemi speelde dan weer de rol van Tony Blundetto en regisseerde ook enkele afleveringen.
De pilot van de serie werd geregisseerd door Martin Scorsese. Een groot deel van de luxueuze kustlijn van het Atlantic City uit de jaren 20 werd erg waarheidsgetrouw nagemaakt voor de serie. De grote set werd in Brooklyn gebouwd. Scorsese stond er zelfs op dat de planken van de boardwalk even groot waren als de echte planken van de oorspronkelijke kustdijk.
HBO maakte op 21 september 2010 bekend dat er een tweede seizoen zal komen. Op 28 juli 2011 werd aangekondigd dat op 25 september 2011 het tweede seizoen start op HBO. Op 12 oktober 2011 werd aangekondigd dat er ook een derde seizoen zal komen, dat vanaf 16 september op HBO te zien zal zijn. HBO maakte op 4 oktober bekend dat de serie eveneens een vierde seizoen krijgt, welke vanaf september 2013 te zien zal zijn. HBO heeft aangegeven dat de tv-serie ook voor een vijfde mag terugkomen
De serie kwam op 5 december 2010 in Nederland voor het eerst op de televisie via BNN en het tweede seizoen werd in april 2012 door Nederlandse HBO zelf uitgezonden. Seizoen 3 zal daar direct na Amerikaanse uitzending ook te volgen zijn. In België is de serie te volgen op Canvas en Acht.

## Verhaal
De serie is gebaseerd op de roman Boardwalk Empire: The Birth, High Times, and Corruption of Atlantic City van schrijver Nelson Johnson. Het verhaal speelt zich af aan het begin van de 20ste eeuw in Atlantic City. Een stad die als een trekpleister voor toeristen begon, groeit dankzij de drooglegging in geen tijd uit tot de bakermat van corruptie, gokken en prostitutie. Enoch "Nucky" Thompson is een van de vele corrupte, Republikeinse politici die achter de schermen de touwtjes in handen hebben.

## Achtergrond
Het hoofdpersonage van de serie is gedeeltelijk gebaseerd op Enoch Johnson, een zeer corrupte Republikeins politicus die begin 20ste eeuw in Atlantic City de touwtjes in handen had. Johnson had echter, naar verluidt, geen moorden op zijn geweten. De meeste personages uit Boardwalk Empire zijn gebaseerd op echte personen.

## Afleveringen
Zie: Lijst van afleveringen van Boardwalk Empire

## Begintitels
Tijdens de begintitels wandelt het hoofdpersonage Nucky Thompson op het strand. Hij stapt tot aan de rand van het water en steekt een sigaret aan. In de zee duiken ondertussen steeds meer flessen alcohol op. Deze flessen verwijzen naar de periode van drooglegging waarin de televisieserie zich afspeelt.
Als titelsong werd het nummer "Straight Up and Down" van The Brian Jonestown Massacre gebruikt.

## Rolverdeling

### Hoofdrollen

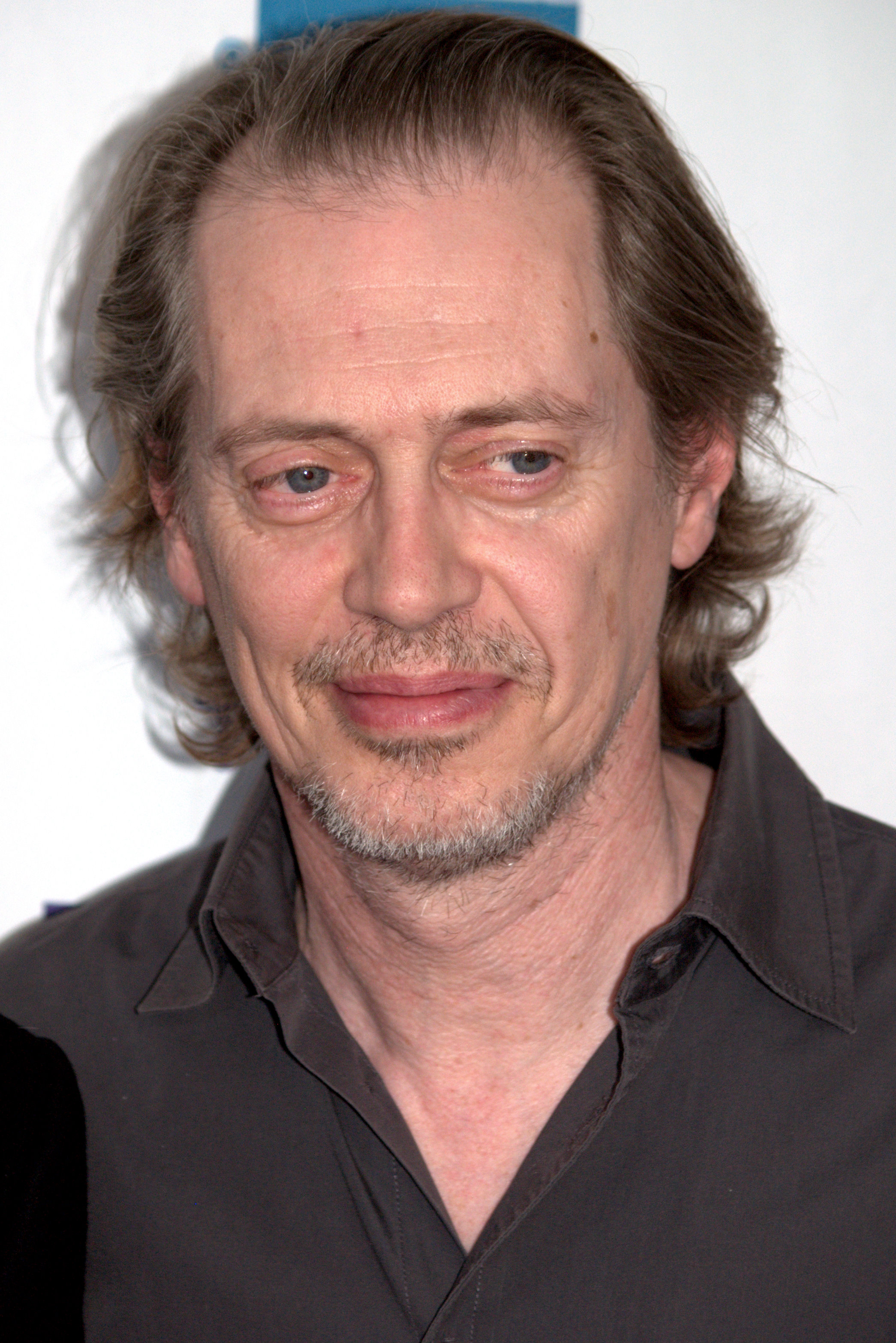
Hoofdrolspeler Steve Buscemi (2009).

| Acteur                   | Personage                  | Seizoen | Seizoen | Seizoen | Seizoen | Seizoen | Totaal |
| Acteur                   | Personage                  | 1       | 2       | 3       | 4       | 5       | Totaal |
| ------------------------ | -------------------------- | ------- | ------- | ------- | ------- | ------- | ------ |
| Steve Buscemi            | Enoch "Nucky" Thompson     | 12 afl. | 12 afl. | 12 afl. | 12 afl. | 8 afl.  | 56     |
| Shea Whigham             | Elias "Eli" Thompson       | 11 afl. | 11 afl. | 11 afl. | 10 afl. | 6 afl.  | 49     |
| Kelly Macdonald          | Margaret Thompson          | 12 afl. | 12 afl. | 11 afl. | 4 afl.  | 6 af.   | 45     |
| Vincent Piazza           | Lucky Luciano              | 9 afl.  | 9 afl.  | 10 afl. | 4 afl.  | 7 afl.  | 39     |
| Gretchen Mol             | Gillian Darmody            | 9 afl.  | 9 afl.  | 9 afl.  | 7 afl.  | 4 af.   | 38     |
| Michael Shannon          | Nelson Van Alden           | 12 afl. | 10 afl. | 5 afl.  | 6 afl.  | 4 af.   | 37     |
| Stephen Graham           | Al Capone                  | 9 afl.  | 7 afl.  | 6 afl.  | 8 afl.  | 5 af.   | 35     |
| Michael Kenneth Williams | Chalky White               | 6 afl.  | 8 afl.  | 6 afl.  | 11 afl. | 4 af.   | 35     |
| Paul Sparks              | Mickey Doyle               | 7 afl.  | 8 afl.  | 8 afl.  | 7 afl.  | 5 afl.  | 35     |
| Anthony Laciura          | Eddie Kessler              | 12 afl. | 11 afl. | 8 afl.  | 4 afl.  |         | 35     |
| Michael Stuhlbarg        | Arnold Rothstein           | 10 afl. | 8 afl.  | 8 afl.  | 7 afl.  |         | 33     |
| Jack Huston              | Richard Harrow             | 5 afl.  | 11 afl. | 9 afl.  | 8 afl.  |         | 33     |
| Michael Pitt             | James "Jimmy" Darmody      | 12 afl. | 12 afl. |         |         |         | 24     |
| Aleksa Palladino         | Angela Darmody             | 11 afl. | 9 afl.  |         |         |         | 20     |
| Charlie Cox              | Owen Sleater               |         | 11 afl. | 9 afl.  |         |         | 20     |
| Dabney Coleman           | Louis "Commodore" Kaestner | 8 afl.  | 8 afl.  |         |         |         | 16     |
| Paz de la Huerta         | Lucy Danziger              | 10 afl. | 4 afl.  |         |         |         | 14     |
| Bobby Cannavale          | Gyp Rosetti                |         |         | 12 afl. |         |         | 12     |
| Jeffrey Wright           | Valentin Narcisse          |         |         |         | 8 afl.  | 3 af.   | 11     |

## Prijzen

### 2011
Golden Globes
- Best Television Series - Drama
- Best Performance by an Actor in a Television Series - Drama - Steve Buscemi